# Pelexia phallocallosa
Pelexia phallocallosa är en orkidéart som beskrevs av Ruy José Válka Alves. Pelexia phallocallosa ingår i släktet Pelexia och familjen orkidéer. Inga underarter finns listade i Catalogue of Life.